# 松川敏也
松川 敏也（まつかわ としや、 1962年8月2日 - ）は、日本のギタリスト。東京都出身。BLIZARDのリーダー。血液型はA型。愛称は「RAN」。

## 略歴
1983年、下村成二郎、寺沢功一、村上宏之、村上孝之とBLIZARDを結成し、翌年にはソロアルバムをリリース。1980年代のヘヴィメタル界をリードした。
BLIZARDのリードギタリスト、リーダー、メインソングライター。アマチュア時代は東京X-RAYのギタリストとして活躍。そのルックスから和製ランディ・ローズと言われた。
1985年発表のソロアルバム『BURNING 〜ランディ・ローズに捧ぐ〜』のゲスト覆面ボーカリスト・Mr.CRAZY TIGERはB'zの稲葉浩志である。
1992年にBLIZARDを自らの手で凍結後、前田亘輝、hideらのサポートギタリストを経て、1994年から1995年までTWINZERに参加し、ギタリストとして生沢佑一と活動する。
1994年X JAPANのhideの1stソロツアーにPATAらと共に参加。1997年にはギタリストのコンピレーション・アルバム『Guitar Monster Vol.2』に参加したが、以降消息を絶つ。
2006年3月のWBCでは試合のTV中継にて松川の楽曲「THE ADOLESCENT」が使用された。

## サウンドの特徴
BLIZARD時代では、ヘヴィメタルを意識した楽曲であったが、活動終了後では、ハードロックに移行する。なお、織田哲郎が他のアーティストに提供した作品のレコーディング参加をすることもあった。

## ディスコグラフィ

### アルバム
- BURNING （東芝EMI：1985年11月30日（LP）、1988年4月6日、CT32-5163：CD）

ラン（松川敏也）ソロアルバム「BURNING 今は亡きランディ・ローズに捧ぐ」
収録曲
1.Named 1986 〜Without You〜
2.Night Of The Beast
3.Get The Free
Second Diamond
4.Illusion
5.Ball And Chain
6.Starless Sea
7.Violet Sweet
8.Crisis
B'zの稲葉浩志が、ゲスト覆面ボーカリスト・Mr.CRAZY TIGERとして全曲ボーカルで参加。
LPと12センチCDでリリースされた。
- HEAVY METAL GUITAR BATTLE （1985年6月5日　ビクター音楽産業　VDR-1045：CD）

松川敏也参加ギタリスト・コンピレーション・アルバム
松本孝弘（B'z）、橘高文彦（AROUGE,筋肉少女帯）、北島健二（FENCE OF DEFENSE）らが参加。
- Guitar Monster Vol.2 （1997年11月25日　Rooms RECORDS　BMCR-7021：CD）

2.THE ADOLESCENT / 松川“RAN”敏也

## 楽曲提供
| 歌手名   | タイトル    | 作詞者   | 編曲者            |
| ZARD     | 汗の中でCRY | 坂井泉水 | 池田大介 小澤正澄 |
| 前田亘輝 | -SAGA-      | 前田亘輝 | M-PROJECT         |

## レコーディング参加
- Quncho「ANOTHER STAR」
- 坪倉唯子「愛し方がわからない」
- 早川めぐみ「激しい愛を（C'mon And Love Me）（原曲：KISS）」
- 前田亘輝『GAMBLE』「Try Boy,Try Girl」
- Mi-Ke『太陽の下のサーフィン・JAPAN』